# Атавізм

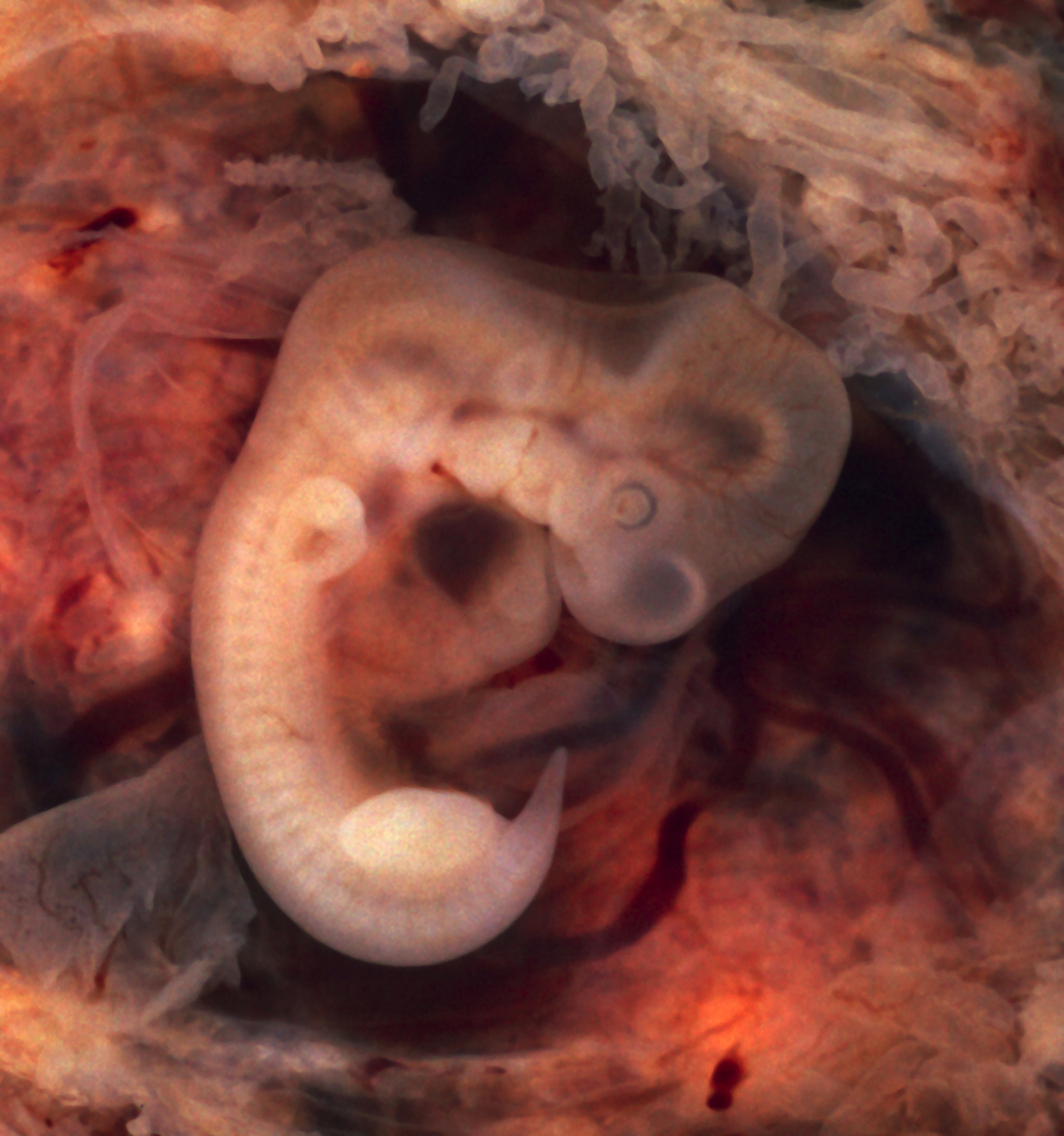
На фото плід людини. Чітко розрізняється хвіст, який при правильному подальшому розвитку відмирає.

Атаві́зм (лат. atavus — прапрадід) — поява в окремих організмів якогось виду ознак, які існували у віддалених предків, але були втрачені в процесі еволюції.
Приклади атавізмів: трипалість у сучасних коней, розвиток додаткових пар молочних залоз (полімастія), хвоста, волосяного покриву на всьому тілі (гіпертрихоз) у людини. Виникнення атавізму в онтогенезі особини пояснюється тим, що гени (і морфогенетичні системи), що відповідають за цю ознаку, зберігаються в еволюції цього виду, але їхня дія при нормальному розвитку блокується іншими генами — репресорами. Через багато поколінь в онтогенезі окремих особин через різні причини блокуюча дія може бути знята і ознака знову проявляється. Інколи атавізм виникає при регенерації втрачених особиною органів. Також може спостерігатися при ретардації — затримці онтогенетичного розвитку якої-небудь ознаки на ранніх стадіях.
На відміну від атавістичних структур, рудименти присутні у всіх особин цього виду.
Також терміном «атавізм» позначають втрату прогресивніших ознак, та повернення до еволюційно древніших.